# Notre-Dame-des-Victoires
Notre-Dame-des-Victoires är en kyrkobyggnad i Paris andra arrondissement, helgad åt Jungfru Maria. Kyrkan, som är belägen vid Place des Petits-Pères, är uppförd i barockstil mellan 1629 och 1740 efter ritningar av bland andra Pierre Le Muet.
Kung Ludvig XIII lade den första stenen 1629, men kyrkan kunde inte fullbordas förrän 1740, bland annat på grund av brist på medel.

## Bilder
| - Kapell invigt åt den heliga Thérèse av Jesusbarnet. - Skulptur föreställande den heliga Bernadette. |